# Рембрандт (кратер)
Рембрандт (лат. Rembrandt) — ударный кратер на Меркурии. Его диаметр составляет 716 километров, что делает его одним из крупнейших ударных кратеров Солнечной системы. Образовался в результате удара астероида не менее 3,9 миллиарда лет назад в период так называемой поздней тяжёлой бомбардировки. Обнаружен 6 октября 2008 года межпланетной станцией «MESSENGER». В феврале 2009 года Международным астрономическим союзом был назван в честь нидерландского художника Рембрандта Харменса ван Рейна (1606—1669).

## Описание
Кратер Рембрандт — вторая по величине ударная структура на Меркурии после равнины Жары, размер которой вдвое больше. Его центр находится по координатам 32°53′ ю. ш. 87°52′ в. д. / 32,89° ю. ш. 87,87° в. д. Кратер ограничен хорошо выраженным кольцом хребтов и обрывов, а его днище и окрестности усеяны меньшими кратерами. По измерениям, сделанным на его ободе, их концентрация и распределение по размеру примерно такое же, как у равнины Жары. Рембрандт окружён выбросами, особенно хорошо выраженными на севере. На северо-востоке они образуют радиально расходящиеся лучи.
Днище кратера местами гладкое, а местами холмистое. Равнины занимают бо́льшую часть его дна, а холмы — полоску шириной около 130 км, вытянутую вдоль северной части вала. Равнины более светлые, чем участки, покрытые холмами и выбросами. Высота неровностей в холмистой области достигает сотен метров, а две горы на её границе (около 27°15′ ю. ш. 87°39′ в. д. / 27,25° ю. ш. 87,65° в. д.) возвышаются более чем на 1,5 км. Остальная часть днища кратера более ровная, но пересечена множеством хребтов и разломов, образующих паутиноподобную сетку. Их расположение в этом кратере очень своеобразно и не имеет известных аналогов.
В кратере Рембрандт есть и радиально, и концентрически вытянутые хребты. Часть последних образует кольцо диаметром около 375 км. Радиальные хребты большей частью находятся внутри этого кольца, но прослеживаются и снаружи. Ширина хребтов лежит в пределах от <1 км до 10 км, а длина в одном случае превышает 180 км. Их интерпретируют как складки, возникшие при сжатии поверхности. Кольцо, возможно, появилось под влиянием концентрации механического напряжения погребённым внутренним валом кратера.
Среди разломов тоже есть и радиальные, и концентрические (преобладают первые). Большинство их находится внутри 375-километрового кольца хребтов. Похожая система разломов — Пантеон — есть и на равнине Жары, но там она более масштабна. Разломы в кратере Рембрандт, в отличие от равнины Жары, не доходят до центра кратера: они тянутся внутрь от кольца хребтов на расстояние не более 100 км. Их ширина не превышает 3 км. Таким образом, разломы в этом кратере меньше, чем складки, и меньше, чем разломы равнины Жары. Появились они, по-видимому, из-за растяжения поверхности, и в своём большинстве младше хребтов.
В пределах Рембрандта находится часть обрыва 1000-километровой длины, известного как уступ Энтерпрайз (лат. Enterprise Rupes). Это самый длинный из известных подобных объектов на планете. Он тянется на 400 км по северо-западной части кратера и на 600 км — за его пределами. По-видимому, это самая молодая деталь рельефа в этой области.

## Появление и история
Судя по концентрации кратеров на ободе Рембрандта и их распределению по размеру, это один из самых молодых больших ударных бассейнов на планете. Рембрандт примерно одновозрастен с равниной Жары и младше кратеров Толстой и Бетховен. Однако он образовался ещё до конца поздней тяжёлой бомбардировки (3,9 млрд лет назад).
По одной из версий, Рембрандт, в отличие от ряда других крупных кратеров, не был заполнен лавой. Такой вывод был сделан по многоцветному изображению дна кратера. Судя по этому изображению, там необыкновенно много железа и титана. Это свидетельствует, что некоторое количество вещества, обнажившегося при ударе, не было покрыто позднейшими потоками лавы и, вероятно, сохранилось со времён формирования Меркурия. Однако существует и противоположная точка зрения. По мнению ряда исследователей, гладкая и ровная поверхность днища кратера говорит о продолжительном излиянии лавы, слой которой в центре достиг толщины не менее 2 километров.
В дальнейшем рельеф кратера изменяли ударные и тектонические процессы. Первые покрыли кратер меньшими воронками, а вторые — хребтами, разломами и лопастевидными уступами. Хребты и разломы — следствие тектонических процессов локального масштаба. Они образовались при сжатии и растяжении поверхности, причём, судя по их пересечениям, первое в основном предшествовало второму. Потом свой след в регионе оставили глобальные тектонические явления, сформировав уступ Энтерпрайз.